# Avenue Marcel-Cachin
L'avenue Marcel-Cachin est une voie de communication de la commune de Stains en Seine-Saint-Denis. Elle suit le tracé de l'ancienne route nationale 301, déclassée en route départementale 901.

## Situation et accès

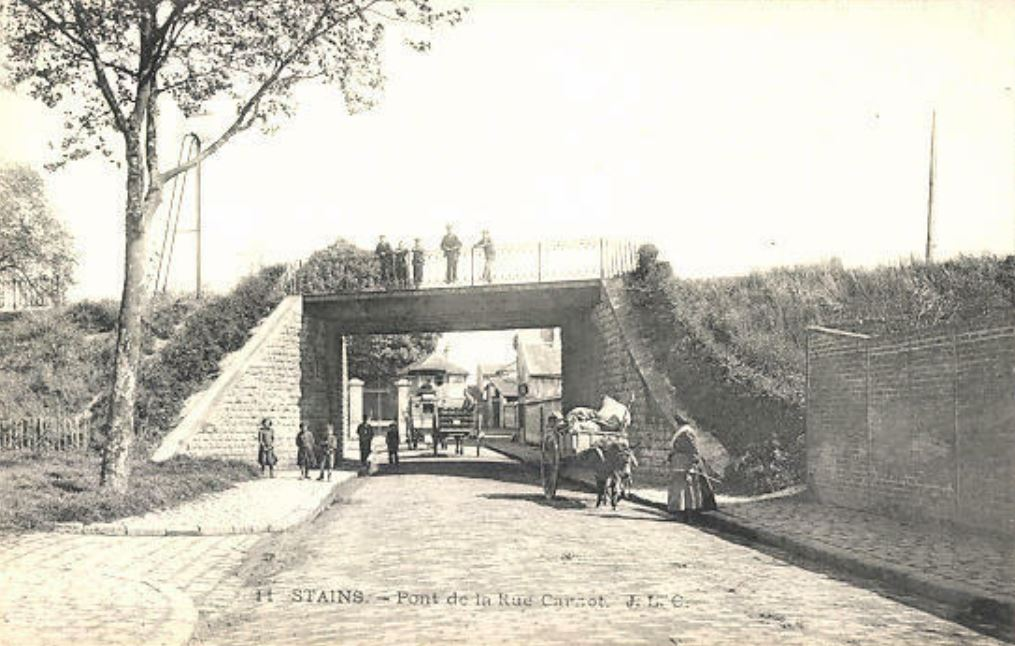
Pont ferroviaire de la rue Carnot vers 1900, aujourd'hui avenue Marcel-Cachin.

Partant de l'ouest, elle commence son parcours à l'intersection de l'avenue Daniel-Falempin et de la rue Gambetta, dans l'axe de l'avenue Aristide-Briand. Rencontrant entre autres la rue Jean-Jaurès et l'avenue Jules-Guesde, elle s'incurve vers le sud et passe sous le pont de la ligne de Grande Ceinture, où circule aujourd'hui la ligne 11 du tramway d'Île-de-France.
Marquant l’extrémité nord de la rue Carnot, elle traverse ensuite la rue du Repos et se termine place Henri-Barbusse, cœur historique de la ville.

## Origine du nom
Après-guerre, une partie de l'ancienne rue Carnot a été renommée en hommage à Marcel Cachin, homme politique français.

## Historique
Il s'agissait autrefois du « chemin de grande communication no 11 de Pierrefitte à Stains » qui, dès la sortie du bourg, au niveau du pont ferroviaire et jusqu'à Pierrefitte, était dès la fin du XIXe siècle une large avenue empierrée, bordée de trottoirs et encadrée de deux rideaux de marronniers.
Le 27 août 1944, pendant la Libération de Paris, la 2e division blindée est passée à cet endroit.

## Bâtiments remarquables et lieux de mémoire

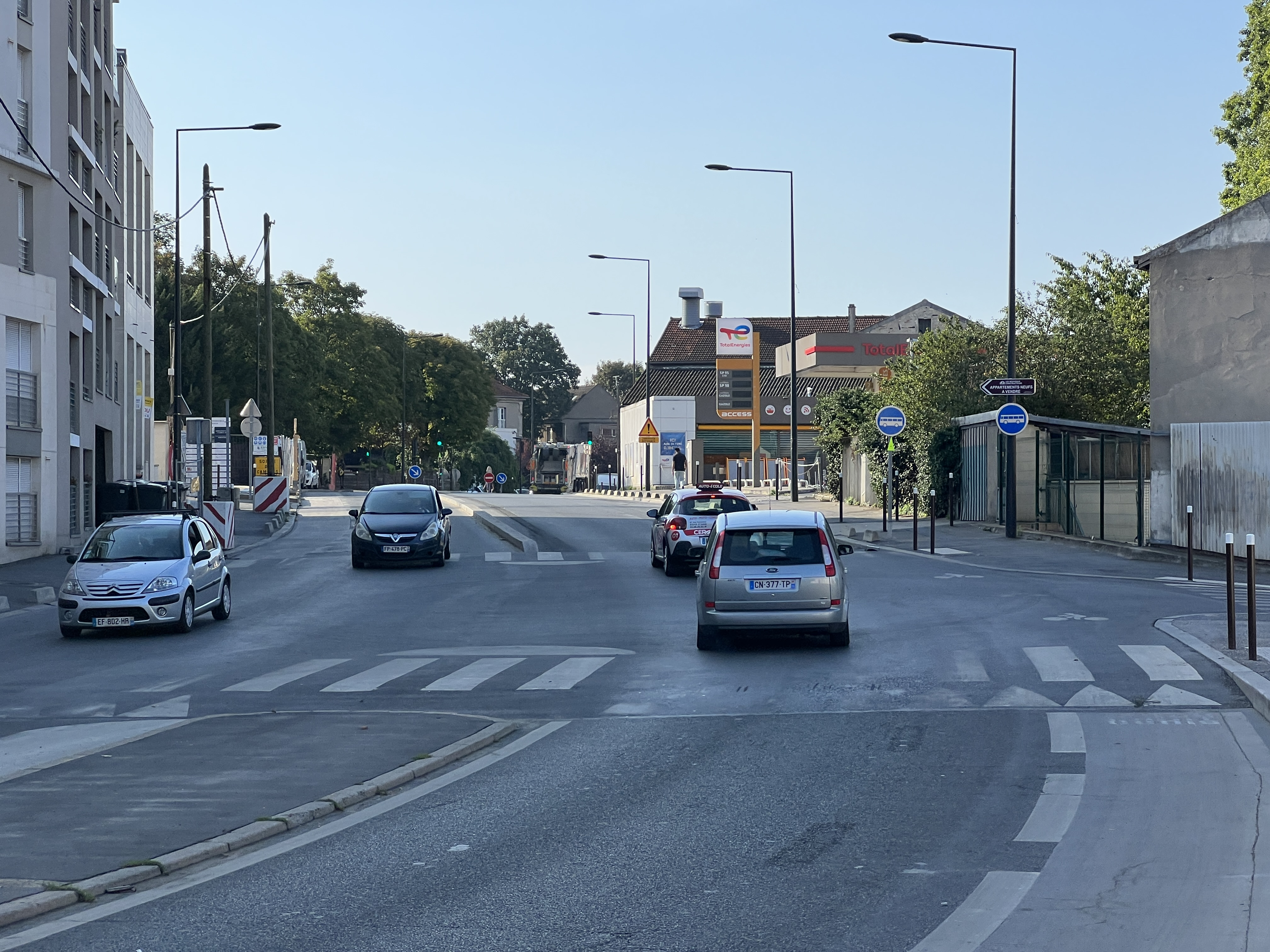
L'avenue au niveau de l'emplacement du château de Stains.

- Emplacement du château de Stains dont il ne reste que le portail d'entrée.